# 狩人の夜 (映画)
『狩人の夜』（かりゅうどのよる/かりうどのよる、原題：The Night of the Hunter）は、1955年製作のアメリカ映画。チャールズ・ロートン監督によるフィルム・ノワール。スリリングな物語展開、モノクロの幻想的で美しい映像と共に、狂気の伝道師を演じたロバート・ミッチャムの怪物的演技が高く評価されている。

## 概要
1953年に発表されたディヴィス・グラッブによる同名の小説が原作である。グラップの小説は出版されると同時にベストセラーとなり、1955年度の全米図書賞の最終候補にも選ばれた。小説の大ヒットを受けて、当時優れた舞台・映画俳優として知られていたチャールズ・ロートンによる映画製作が開始された。
映画の脚本執筆は、当時最も影響力のある映画評論家であったジェームズ・エイジーが担当することになった。しかし当時のエイジーは重度のアルコール依存症に苦しめられており、彼が執筆した草稿は量が多すぎてそのままでは殆ど使い物にならなかったという。そのため監督であるロートンが脚本を大幅に手直しすることで映画の撮影が開始された。脚本の完成まで若干手間取ったものの、映画の撮影自体は僅か36日という短期間で終了したという。
映画は1955年8月26日に北米で公開されたが、興行的にも批評的にも失敗した。作品が受け入れられなかった理由について、同年に『暴力教室』や『理由なき反抗』のような話題作が有ったためそれらに埋もれてしまったとも、シネマスコープで撮影されたカラー映画が増えつつある中、スタンダード・サイズで撮影された白黒映画が観客に古臭く見えたとも言われている。ロートンはこの結果に失望して、再び監督をする意欲を無くしてしまった。結果的にこの作品が名優ロートンにとって最初で最後の監督作品となった。
公開後しばらく経ってから作品の芸術的価値が再発見され、現在ではカルト映画としての地位を確立している（詳細は後述）。映画が製作された1950年代には本国アメリカにおける不評のためか日本では劇場公開されなかったが、近年の再評価を受けて1990年になってようやく日本でも劇場公開されるに至った（ただし1990年以前にも、『殺人者のバラード』というタイトルでTV放送されたことはあるようである）。

## ストーリー
物語の舞台は1930年代、大恐慌の嵐が吹き荒れるウェストバージニア州である。オハイオ川沿岸のクリーサップ埠頭に住むベン・ハーパーは、家族のために強盗殺人を犯す。警察の捜査から逃れて家族の元に辿り着いたベンは、強奪した1万ドルの在り処を息子のジョンと娘のパールに告げる。その直後、ベンは彼を追跡してきた警察に子供たちの目の前で逮捕される。最終的にベンは強盗殺人の罪で死刑判決を受け、刑務所に送られる。
ちょうどその頃、車を盗難した罪でベンと同じ雑居房に収容された偽伝道師ハリー・パウエル。彼はセックスに対し異常ともいえる嫌悪心を抱いており、神の正義の名の下に未亡人たちを殺害し、その金を奪うという凶悪犯罪を繰り返している殺人鬼だった。ベンから盗んだ大金の在り処を聞き出そうとするハリーは、彼の寝言である「小さい子供がそれらを導く」（旧約聖書『イザヤ書』の一節）という言葉から、ベンの子供たちが何か知っているのではないかと推測する。
結局ベンは誰にも大金の在り処を告げることなく処刑される。ハリーもすぐに釈放され、ベンの家族が住むクリーサップの街を訪れる。ハーパー家には未亡人となったウィラと、彼女とベンの間の子供であるジョンとパールが残されていた。夫が逮捕された後地元のアイスクリーム屋で働いて生計を立てるようになったウィラに対し、ハリーは自らの素性を偽って接近する。自身の両手の指に刻まれた「L-O-V-E」と「H-A-T-E」の刺青を用いた巧みな説教によって、ハリーはクリーサップの住民の信頼を勝ち取り、ウィラと再婚する。しかしそんなハリーに対し、ジョンだけは警戒心を隠さない。
新婚初夜、夫となったハリーに抱かれようとするウィラを、ハリーは頑なに拒絶する。二人の間の結婚生活は、ハリーの常軌を逸した道徳観念に縛られた空虚なものだった。新しく子供たちの父親になったハリーは、ウィラの見ていない隙に彼らを脅迫し、ベンが隠した大金の在り処を聞き出そうとする。ハリーの隠された動機を皆に告げるジョンだが、ハリーに心酔する大人たちは彼の言うことに耳を貸そうとしない。そんな或る日、パールを苛めて隠し場所を言わせようとするハリーの姿をウィラが目撃する。その夜、真実を知ったウィラは寝室でハリーに殺害されてしまう。
周囲の人々にウィラが失踪したと告げ同情を買うハリーは、ますます子供たちを虐待するようになる。虐待に耐えかねて、終にジョンはハリーに亡父が遺した大金の在り処を告げる。大金はパールが肌身離さず持ち歩いていた人形に隠されていたのだった。子供たちを殺害しようとするハリーに対し、ジョンは一瞬の隙を突いてパールを連れて逃走することに成功する。カヌーで大河を下っていく子供たち、そしてハリーも彼らを捕まえるための追跡を開始する。
逃避行で心身ともに疲れきったジョンとパールは、信心深い老婦人のレイチェル・クーパーに保護される。彼女の元にはジョンとパール以外にも、行き場を失った多くの子供たちが身を寄せていた。やがてレイチェルの所に子供たちの居場所を嗅ぎつけたハリーが現れる。ハリーはレイチェルに得意の刺青を用いた説教を行い歓心を買おうとするが、洞察力に優れたレイチェルによってその邪悪な本性を見抜かれる。ショットガンを持ち出しハリーを追い返そうとするレイチェルを見て、ハリーは一度退散する。
その夜、レイチェルの家の庭に子供たちを捕まえるため、ハリーが再び姿を見せる。子供たちを守るためにベランダで寝ずの番をするレイチェルと、彼女を遠くから用心深く観察するハリー。二人は庭を挟んで聖歌503番「主の御手に頼る日は」を唱和する。歌が終わる頃、レイチェルを心配した娘の一人が蝋燭を持って彼女の側に近づいてくる。不意の明かりで目が眩んだレイチェルは、闇に紛れたハリーを見失ってしまう。
家の中に戻ったレイチェルは居間に子供たちを集め、来るべきハリーの来襲に備える。そこに現れたハリーは、ジョンとパールを引き渡すようにレイチェルを脅迫する。しかしレイチェルはハリーの要求を拒絶し、彼に対してショットガンを発砲する。獣のような叫び声を上げ、負傷したハリーはレイチェルの家から逃走する。レイチェルはすぐに警察に連絡し、逃げ出したハリーを捕まえるように要請する。
翌朝現場に駆けつけた警官たちによって、納屋に潜んでいたハリーが逮捕される。その姿は、嘗てベンが逮捕された時の光景を髣髴させるものだった。ジョンはパールの人形を持って、ハリーと彼を確保した警官たちに詰め寄る。彼らの目の前で「こんなもの要らない」と涙を流しながら、ジョンは人形を地面に叩きつける。周囲に舞い散る1万ドルの札束。そしてレイチェルは、泣き止まないジョンを優しく宥めるのだった。

## スタッフ
- 監督：チャールズ・ロートン
- 製作：ポール・グレゴリー
- 脚本：ジェームズ・エイジー
- 撮影：スタンリー・コルテス
- 編集：ロバート・ゴールデン
- 音楽：ウォルター・シューマン

## キャスト
- ロバート・ミッチャム：ハリー・パウエル（英語版）（日本語吹替：仁内建之）
- シェリー・ウィンターズ：ウィラ・ハーパー
- リリアン・ギッシュ：レイチェル・クーパー
- ジェームス・グリーソン：バーディ・ステップトウ
- イヴリン・ヴァーデン：アイシー・スプーン
- ピーター・グレイブス：ベン・ハーパー
- ドン・ベドー：ウォルト・スプーン
- ビリー・チャピン：ジョン・ハーパー
- サリー・ジェーン・ブルース：パール・ハーパー
- グロリア・カスティロ：ルビー

※日本語吹替：1976年3月6日 TBSにて「殺人者のバラード」という題で放送。また、同年6月30日にサンテレビで再放送が行われている。

## 評価
本国アメリカでは興行的にも批評的にも苦戦した『狩人の夜』だが、フランソワ・トリュフォーを初めとするヌーヴェルヴァーグの映画製作者たちからは賞賛された。作品中の ドイツ表現主義を髣髴とさせる映像は、当時のハリウッド製フィルム・ノワールの画一的なリアリズムとは一線を画するものだった。幻想的な映像を写し撮ったスタンリー・コルテス、甘美なBGMを作曲したウォルター・シューマンの両人が作品完成に果たした功績は、現在高く評価されている。 
アメリカでも何度もTV放送されるうちに、徐々に『狩人の夜』の評価が高まってきた。例えば、ホラー作家のスティーヴン・キングはこの映画を自選の名作映画100選の1本として挙げ、影響を受けたことを告白している。キングは映画の原作者であるグラッブの没後に、最大級の賛辞を寄せている。本作品のことを映画評論家のロジャー・イーバートは、アメリカ映画の中で最高の作品の一つであると絶賛した。
作品そのものの芸術的価値の他に、『狩人の夜』が後続の映画に与えた影響も無視できない。その中でもロバート・ミッチャムが演じたハリー・パウエルのキャラクター設定、特に彼の両手の指に刻まれた「L-O-V-E」と「H-A-T-E」の刺青は、その後多くの作品で模倣されることになった。例えば、同じくミッチャムが犯人のマックス・ケイディ役を演じた『恐怖の岬』（1962年）でも、ミッチャムは「JUSTICE」「TRUTH」という文字が左右に入った十字架の刺青を背負っていた。
『狩人の夜』は1992年にアメリカ国立フィルム登録簿に登録された。2003年にアメリカン・フィルム・インスティチュートが選んだアメリカ映画100年のヒーローと悪役ベスト100では、映画の登場人物であるハリー・パウエルが悪役部門第29位にランクインした。
英国映画協会の14歳までに見ておきたい50の映画トップ10選出。